# Michael E. DeBakey
Michael Ellis DeBakey, nascut Michel Ellis Dabaghi (Lake Charles, 7 de setembre de 1908 — Houston, 11 de juliol de 2008) va ser un cirurgià cardiovascular i investigador nord-americà, nascut d'uns pares que eren immigrants libanesos. Va morir a l'Hospital Metodista de Houston l'11 de juliol de 2008, als 99 anys.
Va ser un dels 4411 col·laboradors de la versió impresa de 2007 de l'Encyclopædia Britannica.
L' Escola Preparatòria DeBakey per a les Professions de la Salut porta el nom de DeBakey en honor seu.

## Biografia
Michael Ellis DeBakey va néixer el 7 de setembre de 1908, com a Michel Dabaghi a Lake Charles, Louisiana, de Shaker i Raheeja Dabaghi (després anglicitzat a DeBakey), immigrants libanesos de l'Església maronita. Els seus pares van néixer al Líban, però es van traslladar a Amèrica abans de néixer ell.
Durant la Segona Guerra Mundial, DeBakey va fer que la medicina de guerra sigui molt millor del que era abans. Estava a favor de la idea de tenir metges més propers a les zones de batalla en guerra, que funcionaven molt bé i per això, sobreviuen més soldats molt ferits. Per això, es van crear hospitals quirúrgics de l'exèrcit mòbil (també coneguts com a unitats MASH) i es van utilitzar durant la Guerra de Corea.
DeBakey va treballar amb un altre cirurgià cardíac important, Denton Cooley, però van tenir un desacord relacionat amb el primer cor artificial (un cor artificial) posat en un humà. Feia molt de temps que no es portaven bé, però l'any 2007 van tenir bones relacions.
DeBakey va ser cridat per realitzar una esplenectomia al Sha d'Iran a causa de la seva leucèmia. Encara que Debakey era un conegut cirurgià cardiotoràcic nord-americà en aquell moment, la seva experiència en la realització d'aquesta cirurgia era escassa. En realitzar l'esplenectomia, va lesionar la cua del pàncrees, cosa que va conduir a una infecció que en dies següents produiria la mort del Sha.

## Obra
- " A Simple Continuous Flow Blood Transfusion Instrument", New Orleans Medical and Surgical Journal (1934)
- The living heart. Coautor amb Antonio M Gotto and Mediziner Italien, Charter Books (1977), ISBN 9780441485505
- The Living heart diet, New York: Raven Press (1984), ISBN 9780890046722
- New living heart. Coautor amb Antonio M Gotto, Holbrook (1997), ISBN 9781558507227
- The Living Heart in the 21st Century. Coautor amb with Antonio Gotto and Georg

## Filmografia
A la dècada de 1960, DeBakey i el seu equip de cirurgians van realitzar alguns dels primers casos de cirurgies en pel·lícula.